# Humbert
Humbert è un comune francese di 250 abitanti situato nel dipartimento del Passo di Calais nella regione dell'Alta Francia.

## Storia

### Simboli
Nel 1996 il Comune di Humbert adottò come proprio stemma, su proposta degli Archives du Pas-de-Calais, l'emblema dell'abbazia di Sainte-Austreberthe di Montreuil (d'argento, al decusse di rosso, caricato di una spronella del primo), cambiando lo smalto del campo da argento a oro, con riferimento alla possibile etimologia del toponimo Humbert dal germanico hunu, "colore del miele". In realtà il simbolo dell'abbazia fu creato dai redattori dell'Armorial général de France del 1696, e figura tra gli stemmi "attribuiti d'ufficio".
Nel Passo di Calais, vari altri comuni, tra cui Marconne, Roussent, Sainte-Austreberthe e Saint-Denoeux, hanno preso ispirazione dallo stesso emblema "dell'abbazia delle religiose di Sainte-Austreberthe" per creare il loro stemma civico.

## Società

### Evoluzione demografica
Abitanti censiti